# 埃弗茨鎮區 (明尼蘇達州奧特泰爾縣)
埃弗茨鎮區（英語：Everts Township）是位於美國明尼蘇達州奧特泰爾縣的一個行政鎮區。

## 歷史
埃弗茨鎮區於1879年設立。鎮區得名自早期定居者埃德蒙·A·埃弗茨（Edmund A. Everts）及其子雷津·埃弗茨（Rezin Everts）。

## 地方資料
埃弗茨鎮區的面積為89.27平方千米，當中陸地面積為59.93平方千米，而水域面積為29.34平方千米。根據2020年美國人口普查的數據，當地共有人口759人，而人口密度為每平方千米8.5人。